# Писаревка (Черкасская область)
Писаревка (укр. Писарівка) — село в Лысянском районе Черкасской области Украины.
Население по переписи 2001 года составляло 256 человек. Почтовый индекс — 19320. Телефонный код — 4749.

## Местный совет
19320, Черкасская обл., Лысянский р-н, с. Писаревка